# Joseph Larmor
Pour les articles homonymes, voir Larmor.
Sir Joseph Larmor (1er juillet 1857-19 mai 1942) est un physicien, mathématicien et homme politique nord-irlandais et britannique.

## Biographie
Larmor publie une forme de ce qu'on appelle maintenant les transformations de Lorentz dans les Philosophical Transactions of the Royal Society en 1897,, deux ans avant Hendrik Lorentz et huit ans avant Albert Einstein. Larmor prédit aussi la dilatation du temps au moins dans le cas d'électrons en orbite. Il vérifie que la contraction des longueurs doit apparaître pour les corps dont les atomes sont liés par la force électromagnétique. Dans son livre Aether and Matter (1900), il présente à nouveau les transformations de Lorentz, la dilatation du temps et la contraction des longueurs, en les traitant par la dynamique plutôt que par leurs effets cinématiques. Larmor rejette la relativité restreinte ainsi que la courbure de l'espace-temps et la théorie de la relativité générale, bien qu'il y adhère pendant une courte période, au motif qu'un temps absolu est essentiel en astronomie.
Larmor soutient que la matière est constituée de particules élémentaires se déplaçant dans l'éther. Il pense que les charges électriques sont des particules, qu'il nomme électrons dès 1897. Dans ce qui paraît être la première mention de la dilatation du temps il écrit « ... les électrons individuels décrivent leurs orbites en un temps plus court que pour le système [au repos] avec un ratio de (1 - v²/c²)1/2 » (Larmor 1897).
Larmor pense que le flux de particules chargées constitue le courant électrique des conducteurs. Il calcule l'énergie émise par un électron en accélération et il explique les raies spectrales dans un champ magnétique par des oscillations des électrons.
En 1919, il propose le modèle de la « dynamo auto-entretenue » pour expliquer l'existence du champ magnétique terrestre, modèle encore en vigueur de nos jours.
Larmor est professeur lucasien de mathématiques à l'université de Cambridge de 1903 à 1932.
Il est fait chevalier en 1909. En février 1911, il est élu au Parlement du Royaume-Uni au siège de l'université de Cambridge qui existait à l'époque.

## Récompenses
- Prix Adams en 1898
- médaille De Morgan en 1914,
- médaille royale en 1915,
- médaille Copley en 1921,
- le cratère Larmor sur la Lune porte son nom.

## Publications
Larmor édite les œuvres complètes de George Stokes et William Thomson. Il écrit aussi plusieurs notices nécrologiques, celles de George Stokes, Josiah Gibbs, et William Thomson. Il publie aussi :
- 1887, « On the direct applications of first principles in the theory of partial differential equations », Proceedings of the Royal Society.
- 1891, « On the theory of electrodynamics », Proceedings of the Royal Society.
- 1892, « On the theory of electrodynamics, as affected by the nature of the mechanical stresses in excited dielectrics », Proceedings of the Royal Society.
- 1893-97, « Dynamical Theory of the Electric and Luminiferous Medium », Proceedings of the Royal Society; Philosophical Transactions of the Royal Society. Séries de trois articles contenant la théorie physique de l'univers de Larmor. Le dernier contient la transformation de Lorentz, 1897 (190): 205-300.
- 1894, « Least action as the fundamental formulation in dynamics and physics », Proceedings of the London Mathematical Society.
- 1896, « The influence of a magnetic field on radiation frequency », Proceedings of the Royal Society.
- 1896, « On the absolute minimum of optical deviation by a prism », Proceedings of the Cambridge Philosophical Society.
- 1898, « Note on the complete scheme of electrodynamic equations of a moving material medium, and electrostriction », Proceedings of the Royal Society.
- 1898, « On the origin of magneto-optic rotation », Proceedings of the Cambridge Philosophical Society.
- 1900, Aether and Matter (renommé par Horace Lamb Aether and no matter).
- 1903, « On the electrodymanic and thermal relations of energy of magnetisation », Proceedings of the Royal Society.
- 1907, « Aether" in Encyclopædia Britannica, 11e éditions, Londres.
- 1908, « William Thomson, Baron Kelvin of Largs. 1824-1907 » (notice nécrologique), Proceedings of the Royal Society.
- 1924, « On Editing Newton », Nature.
- 1927, « Newtonion time essential to astronomy », Nature.
- 1929, « Mathematical and Physical Papers », Cambridge Univ. Press.